# Borboroides shippi
Borboroides shippi är en tvåvingeart som beskrevs av Mcalpine 2007. Borboroides shippi ingår i släktet Borboroides och familjen myllflugor. Inga underarter finns listade i Catalogue of Life.